# المعيار الأمني رقم 5
HMG Infosec Standard 5 ، أو IS5 ، المعيار الأمني رقم 5 للحكومة البريطانية، المعروف أيضًا باسم IS5، هو معيار لتدمير البيانات يستخدمه الحكومة البريطانية.

## السياق
المعيار الأمني رقم 5 (IS5) هو جزء من عائلة أوسع من معايير أمان تكنولوجيا المعلومات التي نشرتها CESG؛ حيث يُشار إليه بالمعيار الأمني العام رقم 1 (Infosec Standard No.1). يتميز IS5 بالشبه مع DOD 5220.22-M الذي يستخدم في الولايات المتحدة الأمريكية.

## المتطلبات
ييحدد IS5 مجموعة واسعة من المتطلبات، ليس فقط التفاصيل الفنية الخاصة بالكتابة فوق البيانات، ولكن أيضًا السياسات والإجراءات التي يجب أن تطبقها المؤسسات، لضمان التخلص الآمن من وسائط التخزين. ويتطرق IS5 أيضًا إلى اعتماد إدارة المخاطر، لأن إعادة الاستخدام الآمن للوسائط والتخلص منها يعد عنصر تحكم مهم للمؤسسات التي تتعامل مع البيانات عالية التأثير. لا يكفي مجرد حذف وتصفية (تطهير) الوسائط؛ يجب أيضًا أن يكون التعقيم قابلاً للتدقيق ، ويجب الاحتفاظ بالسجلات. 
يحدد معيار الـ IS5 مستويين مختلفين من الكتابة فوق البيانات: 
- تتضمن الكتابة فوق البيانات الأساسية مرورًا واحدًا، والكتابة فوق كل قطاع من وسائط التخزين مرة واحدة بالأصفار.
- تتضمن الكتابة فوق البيانات المحسنة ثلاث تمريرات؛ تتم الكتابة فوق كل قطاع أولاً بـ 1، ثم بـ 0، ثم بـ 1 و0 بشكل عشوائي.

بغض النظر عن المستوى المستخدم، يلزم التحقق للتأكد من نجاح الكتابة فوق البيانات.
وبصرف النظر عن الكتابة فوق البيانات، يمكن استخدام طرق أخرى، مثل إزالة المغناطيسية، أو التدمير المادي للوسائط (اتلافها). وفي بعض الوسائط غير المكلفة، قد يكون التدمير والاستبدال أقل تكلفة من التطهير الذي يتبعه إعادة الاستخدام. لم تتم الموافقة على ATA Secure Erase . تنطبق طرق مختلفة على الوسائط المختلفة، بدءًا من الورق إلى الأقراص المضغوطة وحتى الهواتف المحمولة.
يؤثر اختيار طريقة التطهير (الحذف) على قابلية إعادة استخدام الوسائط. يتم النظر في أربع نتائج مختلفة:
- إعادة استخدام الوسائط في بيئة آمنة مماثلة؛
- إعادة استخدام الوسائط في بيئة أقل أمانًا (معتمدة بمستوى IL أقل)؛
- إعادة الاستخدام في أي مكان (أي بيئة غير موثوقة أو غير معروفة)؛
- التدمير.

تنطبق المتطلبات الأكثر صرامة على البيانات التي تحمل علامة حماية أقوى أو IL. في بعض الحالات، قد يلزم التعامل مع الوسائط التي تبلغ مستوى IL4 / CONFIDENTIAL أو أعلى منها في موقع آمن، مثل موقع List X.